# Wacław Staniszewski (duchowny)

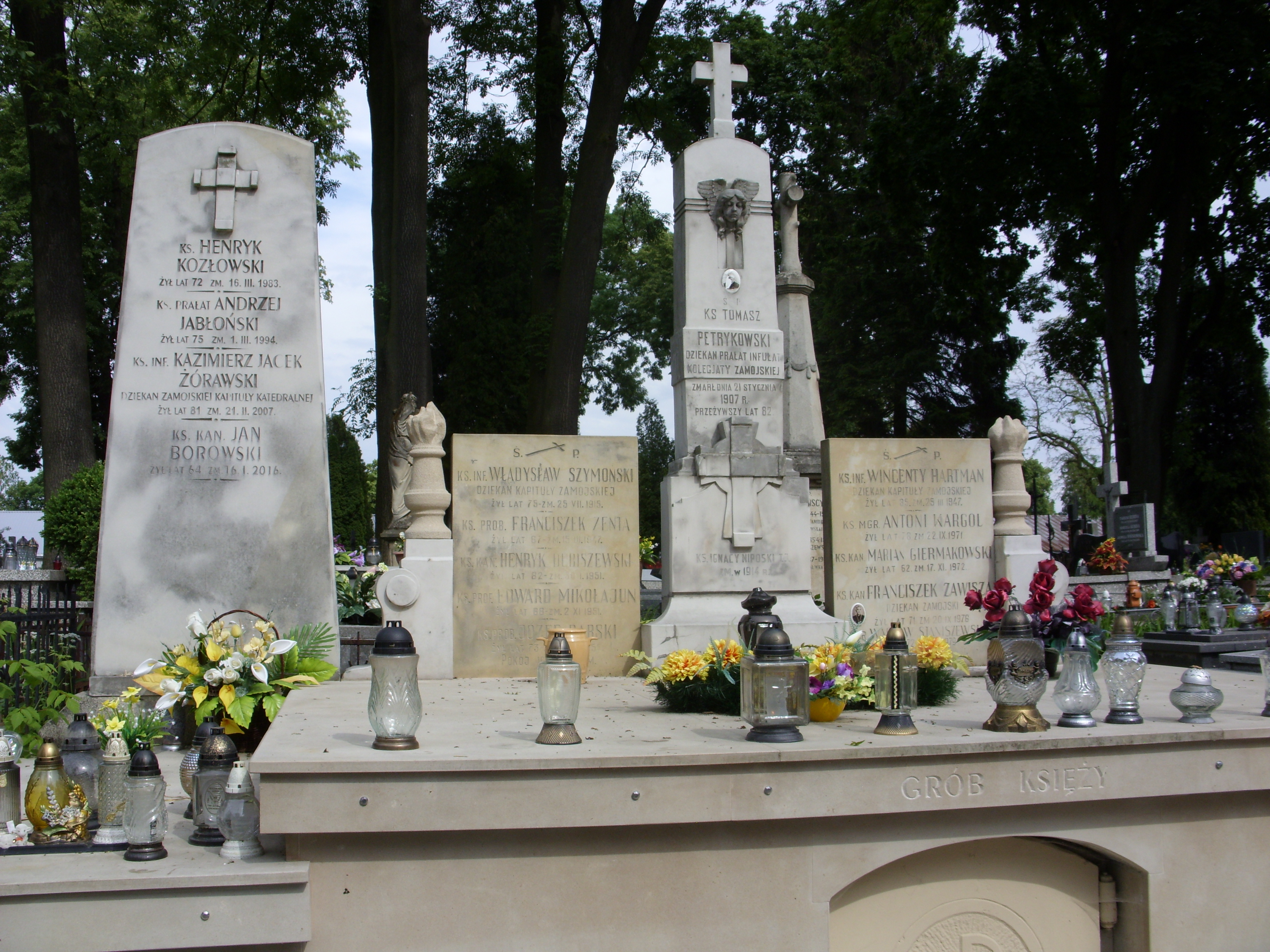
Grób księży w Zamościu

Wacław Staniszewski (ur. 13 lipca 1907 w Nowym Brzesku, zm. 11 maja 1979 w Zamościu) – polski duchowny rzymskokatolicki z tytułem doktora.

## Życiorys
Urodził się jako syn Wojciecha Staniszewskiego i Anny z d. Korepta. Szkołę powszechną ukończył w Nowym Brzesku, później uczył się w Miechowie, a następnie w tzw. liceum biskupim w Lublinie. Do seminarium duchownego wstąpił we wrześniu 1926 r. Ukończył studia uzyskując tytuł doktora. Otrzymał święcenia kapłańskie. Po wybuchu II wojny światowej we wrześniu 1939 jako rektor kościoła św. Katarzyny w Zamościu dokonał przechowania obrazu „Hołd pruski” Jana Matejki w podziemiach tej świątyni. Został aresztowany przez Niemców i uwięziony w obozie SS Rotunda Zamojska, następnie osadzony w obozach koncentracyjnych Sachsenhausen (KL) i Dachau (KL).
Po wyzwoleniu został proboszczem parafii św. Wita i dziekanem w Mełgwi. Następnie od 1953 był proboszczem parafii Rozesłania św. Apostołów w Chełmie, od 1955 do 1965 proboszczem parafii Wniebowzięcia Najświętszej Maryi Panny w Starym Zamościu, od 1965 do 1969 proboszczem parafii w Kazimierzu Dolnym.
Postanowieniem prezydenta Bolesława Bieruta z 17 kwietnia 1948 został odznaczony Krzyżem Oficerskim Orderu Odrodzenia Polski.
Został pochowany na cmentarzu przy ul. Peowiaków w Zamościu.